# Schulau (Rosaliengebirge)
Die Schulau ist ein rund zwei Kilometer langes Tal in Nord-Süd-Richtung im Rosaliengebirge im Gemeindegebiet von Schwarzenbach. In ihm liegt der Schwarzenbacher Ortsteil Schulau. Das Tal wird im Westen durch Eggenbuch und im Osten durch den Sieggrabener Kogel und den Königsbichl begrenzt. Es beginnt südlich des Marriegels und mündet bei der Schwarzenbacher Volksschule ins Schwarzenbachtal. Durch die Schulau fließt der Schulaubach, in den auch ein Bach aus Eggenbuch mündet.
Koordinaten: 47° 39′ 1″ N, 16° 21′ 9″ O